# Charles Rivett-Carnac
Charles James Rivett-Carnac (Brahmapur, Índia, 18 de febrer de 1853 - Saint Helier, Jersey, 9 de setembre de 1935) va ser un regatista britànic que va competir a començaments del segle xx.
Membre d'una família amb fortes vinculacions a l'Índia, el seu avi Sir James Rivett-Carnac fou governador de la Presidència de Bombai. Després d'estudiar a Rugby tornà a l'Índia per treballar en l'administració pública. Entre 1897 i 1905 fou destinat a Birmània i Siam. El 1905 tornà a Anglaterra. Es casà en primeres núpcies amb Laura Marion Ogilvie, filla del coronel JH Ogilvie, que morí el 1905. L'any següent es casà amb Frances Greenstock.
El 1908 va prendre part en els Jocs Olímpics de Londres, on va guanyar la medalla d'or en la categoria de 7 metres del programa de vela. Rivett-Carnac navegà a bord del vaixell Heroine junt a Richard Dixon, Norman Bingley i la seva segona muller, Frances Rivett-Carnac. Això va fer que els Rivett-Carnac fossin el primer matrimoni en què els dos membres tenien un or olímpic. La seva neta Cleone Rivett-Carnac fou atleta per Nova Zelanda.
Amb 55 anys continua sent el britànic més vell en guanyar un or en vela.